# Universidade de Oslo

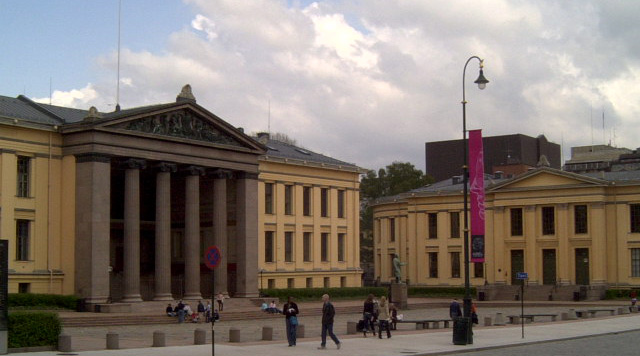
Campus central da universidade, onde apenas a faculdade de Direito está localizada. Esses prédios foram inspirados pelas famosas construções dos prédios do arquieto prussiano Karl Friedrich Schinkel.

A Universidade de Oslo (norueguês: Universitetet i Oslo; Latim: Universitas Osloensis) é a mais antiga das universidades norueguesas. Foi fundada em 1811, quando o país encontrava-se em domínio dinamarquês, pelo rei Frederico VI. 

Ela conta com cerca de trinta e oito mil estudantes e mais de quatro mil empregados atualmente. 
A Universidade de Oslo faz parte da Rede de Universidades das Capitais da Europa (UNICA), uma organização que envolve 24 unversidades e que dá uma ênfase particular a políticas no âmbito de temáticas urbanas e de gestão universitária.
Cinco vencedores do prêmio Nobel estudaram na instituição, o que indica a alta qualidade de seu ensino. São eles: Fridtjof Nansen, Ragnar Frisch, Odd Hassel, Ivar Giaever e Trygve Haavelmo.

## Estruturas
A Universidade de Oslo está organizada em oito faculdades (Teologia, Direito, Medicina, Humanidades, Matemática e Ciências Naturais, Medicina Dentária, Ciências Sociais e Educação), oferecendo formação em vinte áreas de estudo.
A universidade, além disso, integra 17 museus, 4 hospitais, uma estação biológica em Drøbak, uma estação ecológica de alta montanha em Finse, a Estação Arqueológica de Isegran e os Institutos Noruegueses de Roma e de Atenas.

## Posição
Na edição de 2021 do Ranking de Xangai (Academic Ranking of World Universities), a Universidade de Oslo ficou classificado em 61º lugar, sendo a universidade norueguesa com melhor classificação nesse ”ranking”.

Na edição do QS World University Rankings 2022, a Universidade de Oslo ficou classificado em 102º lugar, sendo a universidade norueguesa melhor colocada nesse ”ranking”.